# Dani Raba
Daniel Raba Antolín (Santander, 29 ottobre 1995) è un calciatore spagnolo, attaccante del Valencia.

## Caratteristiche tecniche
È un'ala destra.

## Carriera
Cresciuto nelle giovanili del Villarreal, ha esordito in prima squadra il 25 ottobre 2017 in un match di Copa del Rey perso 1-0 contro il Ponferradina.

## Statistiche

### Presenze e reti nei club
Statistiche aggiornate al 16 marzo 2025.
| Stagione         | Squadra          | Campionato       | Campionato | Campionato | Coppe nazionali | Coppe nazionali | Coppe nazionali | Coppe continentali | Coppe continentali | Coppe continentali | Altre coppe | Altre coppe | Altre coppe | Totale | Totale | Totale |
| Stagione         | Squadra          | Comp             | Pres       | Reti       | Comp            | Pres            | Reti            | Comp               | Pres               | Reti               | Comp        | Pres        | Reti        | Pres   | Reti   |        |
| ---------------- | ---------------- | ---------------- | ---------- | ---------- | --------------- | --------------- | --------------- | ------------------ | ------------------ | ------------------ | ----------- | ----------- | ----------- | ------ | ------ | ------ |
| 2017-2018        | Villarreal       | PD               | 21         | 2          | CR              | 4               | 1               | UEL                | 4                  | 1                  |             | -           | -           | 29     | 4      |        |
| 2018-2019        | Villarreal       | PD               | 8          | 0          | CR              | 4               | 1               | UEL                | 5                  | 1                  |             | -           | -           | 17     | 2      |        |
| 2019-2020        | Huesca           | SD               | 23         | 4          | CR              | 1               | 1               |                    | -                  | -                  |             | -           | -           | 24     | 5      |        |
| 2020-2021        | Villarreal       | PD               | 5          | 0          | CR              | 4               | 1               | UEL                | 2                  | 0                  |             | -           | -           | 11     | 1      |        |
| 2021-feb. 2022   | Villarreal       | PD               | 7          | 0          | CR              | 3               | 1               | UCL                | 1                  | 0                  | SU          | 1           | 0           | 12     | 1      |        |
| Totale Villareal | Totale Villareal | Totale Villareal | 41         | 2          |                 | 15              | 4               |                    | 12                 | 2                  |             | 1           | 0           | 69     | 8      |        |
| feb.-giu. 2022   | Granada          | PD               | 2          | 0          | CR              | 0               | 0               |                    | -                  | -                  |             | -           | -           | 2      | 0      |        |
| 2022-2023        | Leganés          | SD               | 31         | 4          | CR              | 1               | 0               |                    | -                  | -                  |             | -           | -           | 32     | 4      |        |
| 2023-2024        | Leganés          | SD               | 34         | 8          | CR              | 0               | 0               |                    | -                  | -                  |             | -           | -           | 34     | 8      |        |
| 2024-2025        | Leganés          | PD               | 20         | 5          | CR              | 4               | 1               |                    | -                  | -                  |             | -           | -           | 24     | 6      |        |
| Totale Leganes   | Totale Leganes   | Totale Leganes   | 85         | 17         |                 | 5               | 1               |                    | -                  | -                  |             | -           | -           | 90     | 18     |        |
| Totale carriera  | Totale carriera  | Totale carriera  | 141        | 23         |                 | 21              | 6               |                    | 12                 | 2                  |             | 1           | 0           | 175    | 31     |        |

## Palmarès

### Club

#### Competizioni nazionali
- Segunda División: 2

Huesca: 2019-2020
Leganés: 2023-2024

#### Competizioni internazionali
- UEFA Europa League: 1

Villarreal: 2020-2021